# 伝説のオウガバトル外伝 ゼノビアの皇子
『伝説のオウガバトル外伝 ゼノビアの皇子』（でんせつのオウガバトルがいでん ゼノビアのおうじ、Ogre Battle: Legend of the Zenobia Prince）はSNKより2000年6月22日にネオジオポケットカラー専用として発売されたシミュレーションRPGである。
クエストより発売された『伝説のオウガバトル』の外伝にあたる作品であり、開発はクエストの監修でSNKが行っている。

## ゲーム概要
本作は『伝説のオウガバトル』の前の時代にあたり、ゼノビア王国の王子・トリスタンの物語である。一部のマップを除き新マップ中心のゼノビア地方を進んで行く。
ゲームシステムは『伝説』のシステムを採用し、新ユニット、新アイテム、新技、新技追加による新攻撃範囲（横一線もの）、主人公のレベルが高いとボスが率いるユニットのレベルが上がるシステムを導入している。今作品では通信対戦を採用している為、セーブデータのコピーが出来ない仕様になっている。

## ストーリー
巨大軍事国ハイランドのゼノビア侵攻による混乱は幾千の孤児、幾万の食い詰め者、敗残兵の軍を生み出していた。彼らのうち力の無い者は地に沈み、力ある者は盗賊へと蔑まれつつ脅し奪う者として身を落としていた。そんな折、元ゼノビア騎士団長であった勇士エストラーダは彼の剣術の弟子2人だけを連れて野盗討伐に出る事を決意する。初めての戦闘に挑む2人の少年。剣術は苦手だが人懐っこいケイン、孤児として育ったトリスタンは凶悪な予感に身を震わせていた。

## キャラクター

### メインキャラクター
トリスタン（ファイター～ナイト～ジェネラル～ロード）
本作品の主人公。本名フィクス・トリシュラム。神聖ゼノビア王国の皇子である。14年前、乳母バーニャに連れられて王国を脱出。彼自身が皇子である事を全く知らずに育った。なおジェネラルになると『伝説』と同じ姿で登場する。
ケイン（ヴァリット）
エストラーダの兄弟子。トリスタンとは深い信頼関係を持つ。剣より魔法が得意。兵種「ヴァリット」は従者と言う意味である。なおストーリーが進むとトリスタン同様に姿が変わる。
エストラーダ（ナイト）
辺境の村エストアに落ち延びた元ゼノビア騎士団の一員。ゼノビア王国を再興する事が彼の悲願であり、トリスタンを厳しく育てたが、悲願達成前に無念の死を遂げる。
アクエリアス（シスター）
サツの修道女。信仰心と正義感は強いが世間知らず。無謀にも盗賊の本拠地に乗り込みリーダーを改心させようと説得をするが、義勇軍に成敗された事に激しく非難したがトリスタンの説得により仲間に加わる。なおストーリーが進むとトリスタン同様に姿が変わる。
ナーナ（プリンセス）
リヒトフロス王国の王女。勝気でお転婆で自分の王国を守る為に無断で出撃した所をトリスタンに見つかり保護をされて仲間になる。なお、仲間になった時、トリスタンがいる部隊に強制的に加入して、編成時に移動が出来なくなる。トリスタンがいるユニットの制限人数が最大人数の場合にはトリスタン以外のユニットの誰かが外される上に、本来の兵種・プリンセスの持つ「リーダーになるとメンバーの攻撃回数を一回増やす」能力が全く発揮出来ない。
ゴールディ（アマゾネス）
トリスタン達に無理矢理食事代を払わせてお礼として仲間になる。超一流の魔法使いを目指している。
オロソフ（ニンジャマスター）
シクト監獄に幽閉されている仲間を救う為に加入する謎の男。裏設定ではバルドルに送り込まれた刺客でトリスタン暗殺失敗後に義勇軍から姿を消す予定だった。
ヨークレイフ（パラディン）
王国滅亡後、辺境の田舎町に落ち延びたゼノビア騎士団の1人。人生の目的を失い酒を飲んでいて堕落していたがトリスタンとの再会で自分を取り戻す。
グラント（ゴエティック）
グラン・ゼノビア王に仕えていた老魔道士の軍師。但し仲間にするにはとある人物の加入が必須。
ハヤト（サムライ）
流れ者の侍で町の用心棒として雇われていたが義勇軍がフレイア諸島を開放した為、職を失い傭兵として参戦する。但し仲間にする時には膨大なお金が必要。
バーキン（ウェアウルフ）
元ゼノビアの騎士。ゼノビア崩壊後奇病に襲われ、ウェアウルフとなる。自暴自棄になっている所をアクエリアスの説得で仲間になる。加入する条件としてとある人物が率いるユニットでバーキン戦を撃破する事が必須。
グロス（サムライマスター）
シクト監獄の雇われ獄長。狡猾で抜け目が無く、自分の命を守るものなら簡単に人を裏切る。金儲けの理由だけで義勇軍に参加する。
キロス（ウェアタイガー）
シャガール湿地を制圧しているウェアタイガー。残忍で凶悪な性格で人殺しを好む。義勇軍には血を求めて参加する。
バルドル（闇の騎士）
本作品のラストボスである。マップに進み方とこのユニット戦前に出る選択肢によってはエンディングに影響を及ぼす。

### サブキャラクター
以下のキャラクターは『伝説』に登場しているキャラクターであり、クリアー後にある条件で仲間になる（一部のキャラクターのみ特殊アイテムと所定場所で仲間に出来る）。
ロード
『伝説』の男主人公。
ランスロット

ウォーレン

ギルバルト

カノープス

アッシュ

ライアン

アーレス
章名「雷雲」に登場するレイブンのボス。
デネブ
デネブのみクラスが「ウィっち」と言う名称になっている。
ロード、アーレス以外のキャラクターの詳細は伝説のオウガバトル#登場人物を参照。

## クラスリスト
オウガバトルシリーズのクラスチェンジはユニットのレベルとCHAとALIのパラメーターによって作成が出来る。いくら高LVでもCHAとALIの条件が満たせなければ作成できない事もある。

### 人間系男性
ファイター
全ての基本となるクラス。能力は初期職のためか低めでレベルが上がったら早めにクラスチェンジすべき。
ナイト
高ALI戦士クラス。ファイターの正当進化クラスと言える能力を持っている。さらにレベルが上がると回復魔法が使えるパラディンと物理攻撃メインのドラグーンと特殊アイテム込みでアンデッド・ヴァンパイアにクラスチェンジができる。
サムライ
戦士クラスだが、後衛の敵も攻撃可能な特殊攻撃「ソニックブーム」を使うことができるクラス。レベルが上がるとサムライマスター、更に特殊アイテム込みで前衛では力の攻撃力が×2になる最上位新ユニット・アークサムライになる。
ビーストテイマー
中ALI戦士クラス。前衛でも後衛でも同じ回数で攻撃ができるクラス。レベルが上がるとビーストマスター。特殊アイテム込みでドラゴンテイマー、その上のドラゴンマスターになれる。
バーサーカー
低ALI戦士クラス。ナイトに比べてHPの成長率が高い。さらにレベルが上がると攻撃魔法が使えるブラックナイト、更に特殊アイテム込みで最上位新ユニット・リベンジャーになれる。
ニンジャ
多い攻撃回数と魔法が使える魔法戦士クラス。HPは低め。さらにレベルが上がるとニンジャマスターになれる。
ドールマスター
高ALI魔術師クラス。敵全体に攻撃を与える魔法「アシッドクラウド」が使用できる。さらにレベルが上がるとエンチャンターになれる。
ウィザード
低ALI魔術師クラス。防御力は低いが魔法攻撃力は非常に高い。レベルが上がるとゴエティックにクラスチェンジできる。更に特殊アイテム込みで上位ユニットのネクロマンサー、別の特殊アイテム込みでアンデッドのリッチにもなれるが条件が厳しい。
ヴァンパイア
昼は棺桶、夜に効果を発揮できるアンデッドユニット。作成には特殊アイテムが必須。
レンジャー
新ユニット。ブーメランを使う魔法剣士系クラス。後衛ではニンジャとウィザードの後衛技の一部が使える。
ウェアウルフ（ライカンスロープ）
昼はファイター系、夜は狼人間として戦う、ファイターが敵のウェアウルフから感染した時にクラスチェンジが出来る。
ウェアタイガー（ライカンスロープ）
昼はファイター系、夜は虎人間として戦う、キロス専用。
トルーパー
新ユニット。槍を使う物理系重視の戦士クラス。ファイターからの作成は不可能。ある特殊な条件で仲間に出来る。レベルが上がれば上位ユニット・シルバーナイトになれる。

### 人間系女性
アマゾネス
女性における基本クラス。後衛のほうが攻撃回数が多い。
クレリック
回復魔法が行使できる僧侶クラス。成長するとプリースト、ビショップにクラスチェンジできる。クレリックからの分岐で魔術師の新ユニット・ネレイドーにクラスチェンジが出来る。
ウィッチ
相手全体をマヒさせることが出来る「スタンクラウド」が使える魔術師クラス。レベルが上がると新ユニット・ハガルになれる。
ヴァルキリー
前衛での力も高い他、後衛でも魔法を使うことが出来る魔法戦士クラス。成長するとフレイアにクラスチェンジできる。
プリンセス
アマゾネスがあるアイテムを使うことでクラスチェンジできる。コストは高いがリーダーになるとメンバーの攻撃回数を一回増やすことが出来るので女性最強の攻撃ユニットとなる。
エニグマハンター
アマゾネスがあるアイテムを使うことでクラスチェンジできる。前衛が神聖系物理、後衛が神聖系魔法を使う魔法戦士。
グンクニル
新ユニット。弓を使う物理攻撃メインのヴァルキリー。アマゾネスからの作成は不可能。ある特殊な条件で作成が出来る。レベルが上がると敵の魔法を無効化出来る新上位ユニット・クレセントになれる。
ライトプリースト
新ユニット。ライトプリースト時にはビショップと変わらない。アマゾネスからの作成は不可能。ある特殊な条件で作成が出来る。ある特殊アイテムで神聖攻撃魔法重視のホーリーになれる。
カーズプリースト
新ユニット。低ALI僧侶クラス。カーズプリースト時にはプリーストと似た能力である。アマゾネスからの作成は不可能。ある特殊な条件で作成が出来る。ある特殊アイテムで対戦時にプリンセスの特殊能力を封じ、神聖と暗黒攻撃魔法重視の新ユニット・エクソダスになれる。

### 亜人系
ホークマン
有翼人クラス。移動力の高さが特徴。ALIが高いとバルタン、ALIが低いとレイブンにチェンジできる。
マーメイド
人魚クラス。水地形を得意としている。成長させるとニクシーにクラスチェンジ可能。
エンジェル
天使クラス。高い魔法攻撃力と神聖系攻撃を持つ。成長させるとスローンズ、セラフィムにクラスチェンジ可能。
デビル
悪魔クラス。高い能力と移動力を持つが神聖系攻撃に弱い。成長させるとデーモン、サタンにクラスチェンジ可能。
フェアリー
妖精クラス。前線で使うには力不足だが・・・。成長させるとピクシー、シルフにクラスチェンジ可能。
スケルトン
アンデッドクラス。アンデッドは神聖攻撃を受けない限りダメージを受けないという特徴がある（しかし神聖攻撃を受けると即死）。
ゴースト
アンデッドクラス。こちらは魔法を使う。
パンプキンヘッド
カボチャの頭を持つ亜人。相手のHPを半分にするという特殊な攻撃を持つが相手のHPを0にする事はできない（例外として神聖攻撃以外で最初からHP0のアンデッドクラスを倒せる）。ある特殊アイテムで上位ユニット・マッドハロウィンになれる。

### Lサイズ・魔獣系
ゴーレム、ストーンゴーレム、タロス
石像クラス。高い防御力を持つがHPが低く魔法に弱い。3体に違いは仲間になれる場所。タロスのみALIが高い。
ジャイアント
巨人クラス。レベルが上がると、ALIが低いとギガンテス。ALIが中間だとタイタン。ALIが高いとフィボルグ。更にフィボルグから特殊アイテム必須で新ユニット・トロールになれる。
オクトパス
大蛸クラス。高い能力を持つが水中でしか能力を発揮できない。レベルが上がるとクラーケンになれる。
ヘルハウンド
魔犬クラス。レベルが上がるとケルベロスになれる。
グリフォン
魔鳥クラス。レベルが上がるとコッカトリスになれる。
ワイアーム
飛竜クラス。レベルが上がるとワイバーンになれる。
ドラゴン
地竜クラス。ALIが高いとプラチナドラゴン、バハムート、デスバハムート。ALIが中間だとレッドドラゴン、サラマンダー、フレアブラス。ALIが低いとブラックドラゴン、ティアマッド、特殊アイテム必須でドラゴンゾンビになれる。

### 特殊クラス
ジェネラル
トリスタン専用クラスで戦士タイプ。後衛から「ソニックブレイド」が使用出来る。
ロード
トリスタンと『伝説』の男ロード専用クラスで戦士タイプ。後衛から「ファイアーウォール」「ウィンドショット」「アイスレクイエム」「ヒーリング」が使用出来る。
ヴァリット
ケイン専用のクラスで魔法戦士タイプ。前衛では初期は「斬りつける」後期は「突く」。後衛からは初期は「トルネイド」「ファイアーボール」「アイスフィールド」「ライトニング」「ナイトメア」。中期からは「アジットクラウド」「ファイアーウォール」「アイスストーム」「サンダーフレア」「ダーククエスト」が使用出来る。
ウィっち
デネブ専用クラス。ハガルの強化版。

## 関連商品
『伝説のオウガバトル外伝―ゼノビアの皇子』
武内誠による小説作品。メディアワークス・電撃文庫、2000年8月初版発行 ISBN 4-8402-1615-0。